# 私の億万LOVE
『私の億万LOVE』（わたしのおくまんらぶ、原題：我的億萬麵包）は台湾・中国大陸共同制作のテレビドラマ。
2008年11月16日から2009年2月8日まで台湾の八大電視台で放送された。日本ではテレビ神奈川などで放送された。日本では全13話と全20話がある。

## エピソード・サブタイトル
全13話
| 各話   | サブタイトル   | 放送日         |
| ------ | -------------- | -------------- |
| 第1話  | 最悪の出会い   | 2009年10月1日  |
| 第2話  | シェアハウス   | 2009年10月8日  |
| 第3話  | 文星の恋       | 2009年10月15日 |
| 第4話  | 数千億の負債!? | 2009年10月22日 |
| 第5話  | 嘘の代償       | 2009年10月29日 |
| 第6話  | 思い出の味     | 2009年11月5日  |
| 第7話  | 憧れの実家     | 2009年11月12日 |
| 第8話  | 二人は夫婦!?   | 2009年11月19日 |
| 第9話  | 恋の交差点     | 2009年11月26日 |
| 第10話 | すれ違う想い   | 2009年12月3日  |
| 第11話 | 家族の危機     | 2009年12月10日 |
| 第12話 | 最後の覚悟     | 2009年12月17日 |
| 第13話 | それぞれの道   | 2009年12月24日 |

全20話
| 各話   | サブタイトル            | 各話   | サブタイトル           |
| ------ | ----------------------- | ------ | ---------------------- |
| 第1話  | 指輪が取り持つ出会い    | 第11話 | 家族との再会           |
| 第2話  | まさかの同居生活        | 第12話 | いきなりの初夜!        |
| 第3話  | ピンチを救う王子様は誰? | 第13話 | プリンセスと御曹司     |
| 第4話  | 同居生活解消の危機!?    | 第14話 | 4人の微妙なディナー    |
| 第5話  | 壊れてしまった花瓶      | 第15話 | 気持ちとうらはらな行動 |
| 第6話  | ウソが生んだ悲劇        | 第16話 | 妄想が止まらない...    |
| 第7話  | 懐かしい味のプレゼント  | 第17話 | 言えないHappy Birthday |
| 第8話  | 憧れのプリンセス        | 第18話 | これが最後のウソ       |
| 第9話  | 当然の報い!?            | 第19話 | 言えなかった言葉       |
| 第10話 | お姫様抱っこ大会        | 第20話 | ふたりの進む道         |

## キャスト
| 役名                                    | 俳優名                        |
| --------------------------------------- | ----------------------------- |
| ツォン・シャンメイ （曾善美）           | 林依晨 （アリエル・リン）     |
| ツァイ・ジンライ （蔡進來）             | 鄭元暢 （ジョセフ・チェン）   |
| ジン・エンハオ （金恩浩）               | 張睿家 （レイ・チャン）       |
| ホァン・リンロン （黃玲瓏）             | 張毓晨 （チャン・ジアホイ）   |
| ホァン・ウェンシン （黃文星）           | 黃文星 （ホァン・ウェンシン） |
| ジン・ロン （景融）                     | 吳建飛 （ウー・ジェンフェイ） |
| ツォン・フォシュウ （曾火樹）           | 郭子乾 （クォ・ツーチェン）   |
| ツォンホァンシュイリィァン （曾黃水涼） | 林美秀 （リン・メイシュウ）   |

## スタッフ
- 監督 - 林合隆（リン・ハーロン）
- 製作 - 華策影視（中国語版）、三鳳製作

## 主題歌
オープニングテーマ
- 『億萬克拉的幸福』

歌 - 黄文星（ホァン・ウェンシン）
エンディングテーマ
- 『麵包的滋味』

歌 - 林依晨（アリエル・リン）

## ソフトウェア

### DVD
販売元：エスピーオー
- 「私の億万LOVE〜我的億萬麺包〜 DVD-BOX I」（2010年2月3日）
- 「私の億万LOVE〜我的億萬麺包〜 DVD-BOX II」（2010年3月3日）

## 日本国内放送局
全13話
| 放送地域   | 放送局         | 放送期間                      | 放送日時                     | 放送系列       |
| ---------- | -------------- | ----------------------------- | ---------------------------- | -------------- |
| 神奈川県   | テレビ神奈川   | 2009年10月1日 - 12月24日      | 毎週木曜 22時00分 - 22時55分 | JAITS          |
| 中京広域圏 | 名古屋テレビ   | 2009年10月1日 - 12月24日      | 毎週木曜 25時59分 - 26時54分 | テレビ朝日系列 |
| 静岡県     | 静岡朝日テレビ | 2009年10月2日 - 2010年1月15日 | 毎週金曜 25時45分 - 26時40分 | テレビ朝日系列 |
| 日本全域   | BSジャパン     | 2010年5月24日 - 8月16日       | 毎週月曜 18時00分 - 19時00分 | BS放送         |

全20話
| 放送地域   | 放送局                      | 放送期間                | 放送日時                           | 放送系列       |
| ---------- | --------------------------- | ----------------------- | ---------------------------------- | -------------- |
| 日本全域   | アジアドラマチックTV★So-net | 2010年2月19日 - 4月28日 | 毎週水曜・金曜 12時00分 - 13時02分 | CS放送         |
| 中京広域圏 | 名古屋テレビ                | 2011年3月17日 - 8月11日 | 毎週木曜 25時59分 - 26時54分       | テレビ朝日系列 |